# Moti rivoluzionari sardi
I moti rivoluzionari sardi (in lingua sarda noti come Sarda Rivolutzione, o anche Vespri sardi in lingua italiana) furono un periodo di ribellione all'autorità sabauda avvenuta in Sardegna nel triennio dal 1793 al 1796, e il quale ebbe come punto chiave il 28 aprile 1794, chiamato Sa Die de s'aciapa e noto oggi come sa die de sa Sardigna, festa nazionale della Sardegna.

## Storia

### Cause scatenanti

#### La vittoria sui francesi
Nel 1793 l'esercito repubblicano francese aveva cercato di invadere la Sardegna per poter controllare il Mediterraneo occidentale. La Francia repubblicana era allora vista come una potenza in ascesa. La Sardegna era passata a Casa Savoia nel 1720 dopo secoli di dominazione spagnola. I Savoia e il governo sabaudo (che aveva sede a Torino) non erano stati in grado o non avevano avuto intenzione di approntare le difese della Sardegna in vista di questa temuta invasione francese. I sardi tuttavia organizzarono un esercito di volontari reclutati dai villaggi e dalle città e il cui equipaggiamento venne pagato da volontarie donazioni delle figure più importanti nella società sarda (tra questi il vescovo di Cagliari e il magistrato della Reale Udienza Giovanni Maria Angioy).
Nel gennaio del 1793 una flotta francese arrivò nel Golfo di Cagliari. Precedentemente i francesi avevano conquistato senza difficoltà l'isola di San Pietro e Carloforte dove erano stati accolti favorevolmente dalla popolazione locale. Anche in seguito a questa iniziale accoglienza, e sapendo che l'amministrazione piemontese non era pronta a una strenua difesa, i francesi pensavano di trattare una resa di Cagliari senza dover combattere. A questo scopo, appena in vista di Cagliari i francesi inviarono una delegazione a riva per trattare le condizioni di resa, ma questa delegazione venne respinta immediatamente. I francesi allora bombardarono Cagliari dal mare (alcune delle palle di cannone francesi sono ancora visibili sul muro di Palazzo Boyl nel quartiere di Castello a Cagliari). Nonostante un massiccio bombardamento la città resistette e l'esercito sardo prese coraggio. I francesi si prepararono allora allo sbarco e ad una invasione. Lo sbarco delle truppe avvenne nella località di Margine Rosso, attualmente facente parte del litorale di Quartu Sant'Elena.
Il piano dei francesi era di inviare contingenti lungo il litorale per prendere possesso delle fortificazioni sul colle di Sant'Elia da cui avrebbero poi potuto bombardare la città. Altre truppe avrebbero dovuto prendere possesso del villaggio di Quartu Sant'Elena da cui avrebbero iniziato la conquista del resto dell'isola marciando nella piana del Campidano. Tuttavia i francesi vennero sconfitti dai sardi anche grazie ad alcuni eventi fortuiti (le truppe francesi non avevano approntato l'occupazione accuratamente e non avevano buona conoscenza dei luoghi: nella notte del 13 febbraio questa impreparazione determinò che alcuni plotoni francesi aprissero il fuoco su plotoni amici scambiandoli per l'esercito nemico). Il 14 febbraio 1794 i francesi imbarcarono le truppe e abbandonarono il piano di conquistare Cagliari. Nel nord della Sardegna, truppe provenienti dalla Corsica, che vedevano tra i componenti anche il giovane Napoleone Bonaparte avrebbero dovuto iniziare la conquista del nord dell'isola, ma anche queste furono respinte. La vittoria dell'esercito approntato dai sardi di fronte ad una delle potenze europee più temute fu uno dei catalizzatori delle rivendicazioni della classe dirigente sarda e dei popolani che parteciparono alla difesa della Sardegna.
Il re Vittorio Amedeo III di Savoia volle premiare i sudditi che avevano respinto il pericolo di invasione.
Nelle ricompense, però, vennero favoriti i piemontesi e non i sardi che invece avevano approntato un esercito e avevano combattuto. Le ricompense per i sardi furono:
- 24 doti da 60 scudi da distribuire ogni anno alle zitelle povere
- La fondazione di 4 posti gratuiti per il Collegio dei Nobili di Cagliari
- La concessione di 2 posti del Collegio dei Nobili di Torino
- La concessione di 1000 scudi all'anno per l'Ospedale civile di Cagliari
- L'amnistia per tutti i crimini commessi prima della guerra

In particolare, i volontari che avevano partecipato alla difesa della Sardegna non avevano ricevuto i compensi sperati, e questo fu un altro motivo di malumore che si ripercosse nei villaggi da cui i volontari provenivano.

#### Le cinque domande
Avendo dato prova di valore e fedeltà alla corona, nonché di capacità di organizzazione, le classi dirigenti sarde auto-convocarono gli Stamenti per negoziare le proprie rivendicazioni al governo piemontese. Gli Stamenti erano organi di rappresentanza del Regno di Sardegna. Gli Stamenti erano tre, quello militare che riuniva i nobili possidenti e i militari di alto grado, quello ecclesiastico che riuniva ecclesiastici di alto rango e quello reale che riuniva i sindaci e alti funzionari delle città regie della Sardegna. Assieme agli Stamenti, un altro organo che in qualche misura fungeva da esecutivo era la Reale Udienza, della quale facevano parte giudici e magistrati.
Al termine dei lavori, gli Stamenti concordarono una piattaforma che aveva lo scopo di ammettere le classi dirigenti sarde all'amministrazione della Sardegna. Infatti i Savoia avevano di fatto esautorato i sardi da ogni ruolo nell'amministrazione del territorio: dall'inizio della dominazione sabauda la maggior parte delle cariche erano state riservate a piemontesi e funzionari provenienti d'oltremare e i re sabaudi non avevano mai convocato le assemblee sarde (corti generali) che avevano il ruolo di trattare questioni di interesse per la Sardegna. Inoltre, un motivo di malumore era anche il fatto che il governo piemontese avesse istituito una Segreteria di Stato che era gestita direttamente dal viceré di Sardegna. Questo organo istituzionale, oltre a non essere previsto dalla costituzione del Regno, era anche gestito in modo non trasparente. Una delle lamentele degli Stamenti consisteva nel fatto che la Segreteria di Stato prendesse decisioni in modo arbitrario, accordando favori, esenzioni e amnistie secondo criteri misteriosi che spesso inducevano sospetti di pratiche clientelari.
Le richieste su cui gli Stamenti concordarono al termine delle trattative tra le diverse posizioni rappresentate erano cinque:
- Convocazione delle corti generali per trattare sopra tutti gli oggetti di pubblico bene.
- La conferma di tutte le leggi, consuetudini e privilegi del Regno di Sardegna.
- La privativa degli impieghi per i sardi (salvo per le cariche istituzionali più alte).
- L'istituzione di un Consiglio di Stato che doveva essere consultato in tutti gli affari che prima dipendevano dall'arbitrio di un solo segretario.
- Un ministro distinto in Torino per gli Affari della Sardegna.

Gli Stamenti decisero di inviare le cinque domande non attraverso il viceré in Sardegna ma direttamente al sovrano, approntando una delegazione che partì il 17 agosto 1793. La delegazione era composta da sei persone provenienti da tutti e tre gli Stamenti: per lo Stamento ecclesiastico monsignor Aymerich ed il canonico Piero Maria Sisternes, per lo Stamento militare gli avvocati Girolamo Pitzolo e Domenico Simon e per lo Stamento reale gli avvocati Maria Ramasso e Antonio Sircana.
I delegati arrivarono a Torino ai primi di settembre, ma furono preceduti dai messaggi del Viceré Vincenzo Balbiano in cui questi consigliava al re di rifiutare le richieste dei sardi e di cercare di corrompere i membri della delegazione. 
La delegazione fu fatta attendere tre mesi prima di essere ricevuta dal re, che nel frattempo aveva ordinato che a Cagliari cessassero le riunioni degli Stamenti.
Le cinque domande miravano a fornire un ruolo amministrativo alla nobiltà sarda e all'emergente borghesia professionale sarda, che era cresciuta grazie alla rifondazione delle due università sarde avviata dal ministro del Regno per gli affari di Sardegna Giovanni Battista Lorenzo Bogino nella metà del XVIII secolo. Come si può vedere, le richieste non miravano ad una sostanziale riforma istituzionale ma ad un aggiustamento che desse una minima autonomia alla Sardegna. Tuttavia, nella ricerca storiografica recente l'analisi di documenti dell'epoca (per esempio, le memorie di alcuni dei protagonisti dei moti) ha messo in evidenza che il fine di alcuni degli esponenti delle classi dirigenti sarde era ristabilire un ruolo paritario per la Sardegna nell'ambito del Regno a cui dava il nome: nelle memorie dell'epoca alcuni parlano della Sardegna come di un "con-stato" con uguale dignità rispetto allo Stato piemontese, i due stati uniti sotto la stessa corona ma con uguali competenze e poteri.
Il governo sabaudo, estremamente diffidente verso ogni forma di decentramento politico o amministrativo, perseguiva una politica reazionaria di accentramento del potere nella corona e nei suoi diretti rappresentanti in Sardegna, allo scopo di rafforzare il potere e il prestigio del Piemonte, vero nucleo del regno. 
Il governo piemontese, fedele a tale politica, impose, durante il soggiorno a Torino dei rappresentanti del parlamento, lo scioglimento delle assemblee degli Stamenti (non senza incontrare resistenze). Successivamente, il sovrano sabaudo rifiutò di acconsentire alle cinque richieste. A far crescere ulteriormente il malcontento dei sardi fu anche il modo in cui il rifiuto venne comunicato: la delegazione inviata dagli Stamenti non ricevette infatti alcuna comunicazione, che venne invece passata direttamente al viceré in Sardegna col compito di comunicarla ai sardi. Questo atto non faceva che confermare che il governo piemontese non riconosceva alcuna autorità legittima ai rappresentanti degli Stamenti e agli Stamenti stessi, ovvero non riconosceva alcuna legittimità alle istanze di autonomia e autogoverno delle classi dirigenti sarde.
Lo storico sardo Giuseppe Manno sostenne nella sua opera "Storia Moderna della Sardegna" che in seguito a questi eventi i nobili e la borghesia sarde avessero preparato una rivolta. Sebbene sia probabile che ci fossero stati da parte di alcuni nobili e borghesi sardi dei piani contingenti per una eventuale sollevazione, la storiografia moderna ha messo in dubbio la validità della ricostruzione di un preciso disegno insurrezionale.

### La ribellione
Sostiene il Manno che la data iniziale della ribellione decisa dai cospiratori fosse quella del 4 maggio, giorno del rientro della Festa di sant'Efisio nella città di Cagliari e perciò giorno di assembramento di masse. Sempre secondo il Manno, la scoperta da parte del Viceré dei piani della sommossa fece però anticipare la ribellione alla notte tra il 28 e il 29 aprile. Ma a seguito di un'altra fuga di informazioni fu aumentato il numero dei miliziani stanziati nei quartieri di Castello e della Marina. Come detto, l'ipotesi di una ribellione programmata non ha ottenuto riscontri nella recente storiografia.
Quello che è accertato è che verso l'una del 28 aprile 1794, un gruppo di soldati, proveniente dalle caserme del quartiere di Castello, si avviò nel quartiere di Stampace verso la casa dell'avvocato Vincenzo Cabras per arrestarlo con l'accusa di sedizione contro lo Stato. Con lui, per errore, fu arrestato Bernardo Pintor, scambiato per il fratello Efisio. 
Mentre venivano condotti verso Castello, Efisio Pintor e Vincenzo Cabras incitavano il popolo alla ribellione. Per tutta risposta un gruppo di popolani armati cercò di sfondare una delle porte di Castello, mentre altri diedero fuoco alla porta di Sant'Agostino. Qui, grazie ad una breccia, riuscirono ad entrare a Castello e disarmarono i soldati messi a proteggere la porta. Nel frattempo le campane dei quartieri di Stampace, di Marina e di Villanova suonavano e incitavano il resto degli abitanti alla ribellione.
Altri rivoltosi arrivarono a Castello e trovando la porta chiusa le diedero fuoco. I militari cercarono di far fuoco con i cannoni verso i ribelli ma questi riuscirono ad impossessarsi delle loro armi e puntarono i cannoni verso Castello stesso.
Altri popolani nel frattempo prendevano le porte della Torre dell'Elefante e della Torre del Leone con l'intento di arrestare il Viceré, Vincenzo Balbiano.
I soldati piemontesi una volta accerchiati si arresero e cercarono rifugio dentro il Palazzo Regio. A Cagliari era di stanza anche una guarnigione di soldati svizzeri guidati da un generale di nome Schmid: questi vennero facilmente disarmati, probabilmente perché, come fonti dell'epoca riportarono in seguito, questi soldati sostenevano la causa dei rivoltosi e avevano fraternizzato con la popolazione. 
I rivoltosi riuscirono finalmente ad entrare nel Palazzo ma non trovarono il Viceré, che si era rifugiato nel palazzo Arcivescovile, per cui entrarono anche nel palazzo arcivescovile dove catturarono il Viceré e le massime autorità piemontesi. Il 7 maggio seguente il Viceré e gli altri funzionari furono rimandati in Piemonte.
A parte la frustrazione per la mancata accettazione delle cinque richieste e l'umiliazione subita nel modo in cui questa decisione venne presa, tra le cause scatenanti la ribellione vanno annoverati altri fattori. Il malcontento popolare nasceva anche dai mancati compensi che i volontari che avevano partecipato alla difesa contro i francesi si aspettavano. A questo va aggiunto il malcontento creato da altri fattori economici, in particolare la svalutazione della carta-moneta, il regime fiscale attuato dal governo piemontese e la corruzione dei funzionari piemontesi. Esistevano, per esempio, alte tasse sulle esportazioni dalla Sardegna, ma queste erano facilmente aggirate da commercianti che avevano connessioni con i funzionari piemontesi, e in alcuni casi si sospettava anche della partecipazione del viceré a queste pratiche clientelari. Del resto alcuni casi clamorosi di corruzione erano già stati evidenziati nel breve periodo di dominazione sabauda (per esempio, il governatore di Sassari, Tondut, era stato sottoposto a esame dalle autorità sabaude per malversazione, corruzione e abuso d'ufficio) e altre rivolte causate dal malcontento per la cattiva amministrazione sabauda erano già scoppiate in passato (per esempio, a Sassari nel 1780).

### L'autogoverno
In seguito alla rivolta del 28 aprile, gli Stamenti, che si erano autoconvocati, presero il controllo e l'iniziativa. Cacciati tutti i funzionari piemontesi dalla Sardegna, gli Stamenti e l'altro organo istituzionale sardo, la Reale Udienza (formata da magistrati e giudici), puntarono a ristabilire l'ordine. 
Gli Stamenti inviarono infatti una dichiarazione al sovrano per giustificare la ribellione e rassicurare il sovrano sul fatto che avevano riportato i moti nell'alveo della legalità. Nella giustificazione, gli Stamenti riaffermavano le cinque richieste aggiungendo la richiesta di una generale amnistia per i partecipanti ai moti del 28 aprile. 
Nel corso dei lavori gli Stamenti avviarono anche alcune riforme istituzionali. Per esempio, si decise di far partecipare ai lavori degli Stamenti anche rappresentanti del popolo cagliaritano che tanta parte avevano avuto nella difesa della Sardegna e nei moti: probi uomini eletti in rappresentanza dei quartieri cagliaritani furono ammessi ai lavori degli Stamenti. Di fatto, come dimostrano i verbali delle riunioni stamentarie, il popolo partecipò attivamente alla formulazione di iniziative e leggi, instaurando una sorta di regime democratico.
Inoltre gli Stamenti avviarono anche la formazione di milizie cittadine reclutate tra il popolo cagliaritano, che avrebbero risposto direttamente agli Stamenti. Infine, gli Stamenti e la Reale Udienza promossero anche maggiore trasparenza aprendo le assemblee al pubblico e pubblicando per mezzo stampa gli atti di queste assemblee, una riforma che venne in seguito formalizzata dagli Stamenti con la pubblicazione periodica del Giornale di Sardegna, che riportava i resoconti delle riunioni stamentarie.
In seguito a diverse trattative tra Stamenti e governo piemontese, nel settembre 1794 un nuovo viceré venne insediato, Filippo Vivalda di Castellino. Esso arrivò assieme al Generale delle Armi di nuova nomina, Gavino Paliaccio Marchese della Planargia. 
Successivamente anche alcuni dei delegati che avevano fatto parte della delegazione che aveva presentato le cinque richieste al sovrano rientrarono a Cagliari. Tra questi, ebbe un ruolo eminente negli eventi successivi Girolamo Pitzolo. Essendosi messo favorevolmente in luce durante la difesa contro i francesi, il Pitzolo venne salutato dai cagliaritani come un padre della patria.
Dopo il rientro del Pitzolo e degli altri delegati a Torino, il re sabaudo, Vittorio Amedeo III, decise di accettare alcune delle cinque richieste e nominò ad importanti cariche istituzionali personaggi di origini sarde. Tra questi, il Pitzolo ottenne la carica di Intendente Generale, mentre Gavino Paliaccio, marchese della Planargia, mantenne la carica di Generale delle Armi.
Nonostante la nomina di sardi ad alte cariche fosse una parziale concessione del sovrano sabaudo alle richieste degli Stamenti, il modo in cui le nomine vennero effettuate fu causa di accese diatribe all'interno degli Stamenti e determinò una evidente spaccatura tra due partiti. Infatti, i nobili e borghesi riformatori contestavano il fatto che, secondo il dettato della costituzione del Regno, il re avrebbe dovuto eseguire queste nomine dopo aver preso in considerazione delle "terne", cioè delle indicazioni sui possibili candidati fatte dagli Stamenti. Il re invece non aveva consultato gli Stamenti e tanto meno aveva rispettato la procedura di prendere visione delle terne. Seppure la nomina di funzionari sardi veniva incontro ad una delle richieste, la procedura delle nomine ancora una volta frustrava i tentativi degli Stamenti di venire riconosciuti come un organo di governo della Sardegna da parte del re, e questo peraltro in contrasto con le leggi e procedure del Regno stesso.
In seno agli Stamenti alcuni tentarono di invalidare le nomine reali per cercare di stabilire l'autorità degli Stamenti stessi: questi personaggi vennero riconosciuti come parte di un partito dei "novatori", ovvero dei riformatori. Tra questi si distinse Giovanni Maria Angioy. In contrasto ai novatori, alcuni nobili e borghesi conservatori erano favorevoli ad accettare le nomine reali. Tra questi conservatori quelli più autorevoli erano il Pitzolo e il Marchese della Planargia. Grazie anche alla sua popolarità, il Pitzolo convinse il popolo a validare le nomine dei funzionari scelti dal re, atto che gli Stamenti dovettero accettare sotto la pressione popolare determinando, in questa occasione, la sconfitta del partito dei novatori.
Tuttavia, nel corso del tempo il Pitzolo e il suo partito (detto dei "normalizzatori") si rivelarono estremamente avversi ad ogni politica che concedesse alla borghesia e alle masse popolari un ruolo nel governo e nell'amministrazione della nazione sarda. Lo scopo dei moti rivoluzionari, secondo il Pitzolo e il partito dei normalizzatori, doveva limitarsi all'ottenimento di un riconoscimento e un ruolo per gli aristocratici e i possidenti sardi, lasciando però immutati gli assetti istituzionali e socio-economici esistenti. Intriso di cultura politica dell'Ancien Régime, il Pitzolo era contrario ad ogni concessione democratica o riformatrice. 
Inoltre, tra l'autunno 1794 e l'estate 1795, il Pitzolo e il Marchese della Planargia lavorarono assiduamente ad un progetto reazionario per instaurare un vero e proprio stato di polizia. Questi personaggi infatti non vedevano altra soluzione per stroncare l'ala democratica degli Stamenti e le riforme che gli Stamenti stavano attuando nell'amministrazione della Sardegna. La determinazione del Pitzolo e del Paliaccio a ricorrere a misure repressive venne anche accentuata dal fatto che il nuovo viceré, Vivalda, cercò in ogni modo di assecondare le istanze riformatrici dei novatori. Agli occhi del partito dei "normalizzatori" il viceré stava in questo modo minando la stessa autorità reale.
La determinazione del Pitzolo e del Paliaccio a ricorrere a mezzi repressivi era anche indotta dalla loro preoccupazione per il fatto che gli Stamenti avevano istituito milizie cittadine che rispondevano direttamente alla volontà degli Stamenti, e quindi avevano un ulteriore strumento di azione. Il Paliaccio, in qualità di Generale delle Armi, aveva tentato di formare dei corpi provinciali di miliziani che avrebbero dovuto rispondere direttamente al Generale delle Armi, includendo persone di alto rango provenienti dai paesi delle province sarde. Questo piano venne osteggiato dagli Stamenti e non venne a frutto; tuttavia il Generale delle Armi disponeva di alcuni reggimenti regolari di piemontesi e di sardi, e aveva organizzato con il Pitzolo un reggimento che raccoglieva persone di nobile rango. Mentre il Pitzolo e il Paliaccio assestavano queste forze militari, essi avevano anche redatto delle vere e proprie liste di proscrizione che raccoglievano i nomi di nobili, borghesi e popolani che, secondo loro, erano troppo vicini a posizioni democratiche e "giacobine", e perciò pericolosi nemici dell'ordine costituito.
La politica reazionaria del Pitzolo contribuì a fargli rapidamente perdere consensi tra le masse di popolani che inizialmente l'avevano considerato come un padre della patria. Il partito dei normalizzatori era anche contrario ad ogni richiesta di riconsiderare o abolire il funzionamento del sistema feudale in Sardegna: tale sistema sussisteva nonostante la crescente insofferenza della popolazione dei villaggi infeudati e di pochi borghesi illuminati, che imputavano a questo sistema - oltre che ad altre cause - l'arretratezza della Sardegna.

### Seconda ribellione
Lo scontro tra partito dei novatori (riformatori) e normalizzatori (conservatori) si intensificò a seguito della sostituzione del ministro Avogadro con il ministro Galli della Loggia nel governo a Torino. Il ministro Galli della Loggia dimostrò di essere dalla parte del partito dei normalizzatori, assecondandone le azioni politiche. A far precipitare gli eventi fu la nomina reale di tre funzionari sassaresi nella Reale Udienza, personaggi apertamente schierati con il partito dei normalizzatori. Ancora una volta, la nomina fu fatta dal re senza rispettare la procedura di prendere visione delle indicazioni sulle nomine da parte delle stesse istituzioni sarde. Argomentando che non era stato rispettato il dettato costituzionale, il partito dei novatori questa volta convinse il viceré di Sardegna ad annullare le nomine di questi tre funzionari.
Il ministro Galli della Loggia, informato dell'annullamento, fece pervenire una missiva al viceré che imponeva il rispetto delle nomine. Il ministro inoltre ingiungeva al viceré di dare autorità al Generale delle Armi per assicurarsi che queste disposizioni fossero rispettate e che ogni eventuale opposizione a queste nomine reali fosse neutralizzata. Questo atto equivaleva sostanzialmente ad un colpo di Stato in quanto destituiva il legittimo rappresentante dell'autorità reale in Sardegna del suo ruolo conferendolo al capo dell'esercito. Ricevuta questa missiva il partito dei normalizzatori si apprestò allo scontro armato che ormai sembrava inevitabile. Il Generale delle Armi, Marchese della Planargia, passò anche direttamente ad azioni di fatto, armando i suoi reggimenti nella città. Una riunione degli Stamenti prevista per il 2 luglio 1795 venne annullata perché il clima di intimidazione instaurato dal Generale delle Armi aveva fatto temere che i delegati stamentari sarebbero stati arrestati se si fossero presentati alla riunione prevista. Il viceré tentò di ristabilire l'ordine intimando al Generale delle Armi, Gavino Paliaccio marchese della Planargia, di ritirare le sue forze armate, ma il Paliaccio replicò con una lettera dove ammetteva che il suo scopo era quello di impedire i lavori degli Stamenti perché temeva che questi avrebbero deciso di invalidare le nomine reali. Questo era un atto eversivo in quanto il Generale delle Armi non aveva nessuna autorità per impedire le riunioni degli Stamenti.
Il 6 luglio 1795 ci fu una seconda insurrezione guidata dal partito dei novatori e dalle milizie cittadine che erano state create dopo la prima sollevazione del 28 aprile 1794 (milizie invise al Pitzolo che aveva cercato di ingiungerne lo scioglimento in diverse occasioni). Le milizie cittadine ebbero la meglio sulle truppe del Generale delle Armi, Marchese della Planargia. Il popolo armato si recò presso l'abitazione del Pitzolo che era difesa da alcuni armati. In seguito a trattative, il Pitzolo acconsentì ad arrendersi per farsi trasdurre presso il viceré che avrebbe dovuto garantire l'incolumità del Pitzolo e l'istituzione di un processo contro di lui e i suoi associati. Tuttavia il viceré, per motivi che non sono stati chiariti, non volle prendere in custodia il Pitzolo il quale, rimasto in mano alla folla cittadina, venne trucidato da popolani armati al seguito di Andrea De Lorenzo, maggiore delle milizie urbane. Il Generale delle Armi, Gavino Paliaccio Marchese della Planargia, venne arrestato e tenuto in custodia. Tuttavia, quando le lettere che sia lui che il Pitzolo avevano scritto vennero lette pubblicamente rivelando i loro piani di arrestare o eliminare i simpatizzanti del partito riformatore, gli stessi armati del De Lorenzo presero il Paliaccio e lo uccisero lasciando il cadavere in balia della folla.
In seguito a questa seconda sollevazione, gli Stamenti cercarono ancora una volta di ristabilire l'ordine e la legalità. Nell'occasione vennero avviate altre riforme che regolamentavano l'accesso dei rappresentanti dei rioni cagliaritani ai lavori degli Stamenti. Inoltre si diede l'avvio alla pubblicazione degli atti dei lavori in un periodico chiamato Giornale di Sardegna.
La vittoria dei riformatori (novatori) tuttavia acuì le tensioni fino ad allora rimaste latenti tra l'ala più moderata dei novatori e quella più democratica. I democratici si riproponevano una riforma radicale delle istituzioni sarde, dando maggiore accesso alle istituzioni alle emergenti classi borghesi imprenditoriali e in parte alle masse cittadine che avevano fino a quel momento partecipato attivamente al fermento rivoluzionario. I democratici si riproponevano inoltre di smantellare il feudalesimo, ritenendo questo sistema essere un ostacolo allo sviluppo economico della Sardegna. Tra i democratici si svilupparono anche posizioni più radicali e apertamente repubblicane come quelle di Francesco Cilocco, ma, almeno inizialmente, le riforme che i democratici proponevano sarebbero dovute avvenire all'interno della monarchia. I riformatori moderati erano invece favorevoli a riforme che offrissero un ruolo effettivo agli Stamenti e alla Reale Udienza nell'amministrazione della Sardegna, ma erano contrari a dare una impronta democratica a queste riforme aprendo le porte ad una partecipazione di ampi strati sociali all'amministrazione. I riformatori moderati erano anche favorevoli a stemprare alcuni eccessi del feudalesimo, per esempio volevano abolire i diritti feudali controversi, ovvero quelli acquisiti da alcuni nobili ma che erano contestati dalle "ville" (paesi o villaggi) infeudate. Tuttavia, salvo l'abolizione dei diritti feudali controversi, i riformatori moderati erano favorevoli a mantenere il feudalesimo in Sardegna. Questa posizione di cauto riformismo è anche espressa nel canto "Su patriotu sardu a sos feudatarios" scritto da Francesco Ignazio Mannu, canto che divenne molto popolare e che rappresenta ora, dal 28 Aprile 2018, l'Inno ufficiale della Sardegna. Nel canto, nonostante alcuni passaggi molto forti di denuncia, l'autore chiede sostanzialmente la fine gli abusi di potere dei feudatari, senza però proporre la soppressione di un sistema - quello feudale - ormai sparito da quasi tutto il resto dell'Europa.
La vittoria dei novatori determinò anche il contrasto tra il Capo di Sopra (Sassari e il Logudoro) guidato dalla nobiltà sassarese e il Capo di Sotto guidato dai novatori vincitori a Cagliari. I nobili del Capo di Sopra, sobillati e assecondati dal ministro piemontese Galli della Loggia, dichiararono una secessione di fatto dal Capo di Sotto. 
Nell'intento di ristabilire l'ordine il viceré nominò Giovanni Maria Angioy Alternos, carica che conferiva all'Angioy le funzioni di sostituto del viceré. Sconfitti i reazionari, l'Angioy diede il via ad una serie di riforme che tendevano a rinnovare molto più radicalmente la società sarda e avevano lo scopo di abolire il feudalesimo. Il metodo scelto per abolire il feudalesimo era l'acquisto dei diritti feudali da parte delle "ville" (villaggi): di fatto, i diritti feudali venivano ceduti dietro un compenso giudicato equo. Tuttavia l'Angioy prevedeva anche l'uso della forza contro i feudatari che rifiutavano di vendere i loro diritti feudali.
Queste riforme erano considerate troppo radicali dai novatori più moderati a Cagliari, e l'Angioy venne contrastato e infine sconfitto dall'esercito degli Stamenti nel 1796. Tuttavia l'Angioy riuscì a fuggire la cattura e la morte, rifugiandosi a Genova e poi in Francia, dove continuò a progettare senza fortuna una sollevazione in Sardegna che potesse portare a termine i suoi piani di riforma politica e sociale.
In conclusione di questo periodo rivoluzionario, gli Stamenti riproposero le cinque richieste con una delegazione del vescovo di Cagliari, una piattaforma che dopo il periodo riformistico dei moti era ormai assolutamente inadeguata alle esigenze di rinnovamento della Sardegna. Questa piattaforma manteneva sostanzialmente lo "status quo", dando tuttavia un limitato ruolo alla ristretta e selezionata classe nobiliare e di funzionari sardi. 
Diversi funzionari, borghesi e popolani continuarono, anche dopo il 1796 e la sconfitta dell'Angioy, a perseguire piani di rivolta che portassero a riforme democratiche e anti-feudali, se non proprio alla formazione di una repubblica sarda: vi furono tentativi di rivolta nel 1799, nel 1802 e nel 1807. Nel 1812 ci fu anche una sventata cospirazione di borghesi, la cosiddetta cospirazione di Palabanda, dal nome del luogo a Cagliari in cui questi cospiratori si riunivano. Altre due ribellioni di portata limitata scoppiarono infine nel 1816 e 1821.